# Borrèze

Borrèze este o comună în departamentul Dordogne din sud-vestul Franței. În 2009 avea o populație de 346 de locuitori.

## Evoluția populației
| An        | 1975 | 1982 | 1990 | 1999 | 2006 | 2009 |
| --------- | ---- | ---- | ---- | ---- | ---- | ---- |
| Populație | 356  | 331  | 305  | 303  | 352  | 346  |